# Všechno, co měli
Všechno, co měli ( v anglickém originále What They Had) je americké filmové drama. Natočila jej režisérka Elizabeth Chomko podle vlastního scénáře a jeho světová premiéra proběhla 21. ledna 2018 na festivalu Sundance Film Festival. Do amerických kin byl uveden 19. října 2018 společností Bleecker Street. hrají v něm Hilary Swanková, Michael Shannon, Robert Forster, Blythe Danner, Taissa Farmiga a další. Snímek byl natáčen mezi březnem a květnem 2017 na různých místech, včetně Chicaga a Los Angeles.